# Rugby Belve Neroverdi ASD
Rugby Belve Neroverdi Associazione Sportiva Dilettantistica, più brevemente Belve Neroverdi, è un club italiano di rugby a 15 femminile dell'Aquila.
Formatosi nel 2014 per scissione della sezione femminile dell'Aquila Rugby, ha disputato il campionato di serie A fino al 2019. L'11 ottobre 2021 si ritira dal campionato.

## Storia
Il rugby femminile esisteva nel capoluogo abruzzese fin dalla metà degli anni novanta e per diverso tempo fu inquadrato nella Polisportiva L'Aquila Rugby; il 25 settembre 2014, tuttavia, tale squadra comunicò la rinuncia al campionato femminile e contemporaneamente ne nacque uno nuovo, esterno alla vecchia società, che assunse il nome di Rugby Belve Neroverdi A.S.D. che assorbì tutte le giocatrici dell'Aquila Rugby e la tradizione sportiva femminile del capoluogo, riconosciuta dalla F.I.R. la quale di conseguenza assicurò continuità sportiva al nuovo club garantendogli l'ammissone diretta al campionato di serie A di categoria.
Nel torneo d'esordio le Belve si classificarono seste con 3 vittorie e 9 sconfitte; la stagione successiva, nella stagione 2015-16, giunsero quarte benché a 9 punti dai play-off scudetto; quinto posto finale fu, invece, nel girone 2 della serie A 2016-17.
A livello internazionale la squadra ha dato alla Nazionale femminile italiana Elisa Cucchiella, aquilana figlia di Giancarlo, che rappresentò l'Italia alla Coppa del Mondo di rugby 1987; nel periodo di militanza nel club Elisa Cucchiella ha rappresentato l'Italia alla Coppa del Mondo di rugby femminile 2017.

## Cronologia
| Cronistoria del Rugby Belve Neroverdi ASD |
| --- |
| - 26 settembre 2014: fondazione del Rugby Belve Neroverdi ASD - 2014-15 · 6º girone Sud serie A - 2015-16 · 4º girone 2 serie A - 2016-17 · 5º girone 2 serie A - 2017-18 · 5º girone 2 serie A - 2018-19 · 4º girone 2 serie A Sconf. barrage A1/A2 2019-20 - ottobre 2021: ritiro dal campionato |

## Stadio
Dalla stagione 2018-19 il terreno interno delle Belve Neroverdi è il campo 2 del CUS L'Aquila sito in località Centi Colella del capoluogo abruzzese.
Fino alla stagione precedente la squadra giocava al campo sportivo di Poggio Picenze, comune dell'Aquilano di un migliaio d'abitanti lungo la strada statale 17 dell'Appennino del quale il club aveva assunto la gestione nel 2015, facendone il primo impianto in Italia destinato esclusivamente al rugby femminile.